# Deroceras praecox
Espèce
Statut de conservation UICN

 NE  : Non évalué
Deroceras praecox est une espèce de petites limaces terrestres d'Europe orientale, un mollusque gastéropode de la famille des Agriolimacidae.

## Taxonomie
L'espèce Deroceras praecox a été décrite en 1966 par le zoologiste polonais Andrzej Wiktor (d) (1931-2018),.
Dans sa publication de 1966, il distingue deux formes de Deroceras praecox sur la base de leurs organes génitaux. En 1973 il se rend compte que l'une des formes correspond à Deroceras rodnae, décrite en 1965 par Grossu et Lupu. L'autre forme, reconnue aujourd'hui comme Deroceras praecox, présente une spirale à l'extrémité de son pénis, et occupe une zone distincte dans les montagnes des Sudètes et les régions voisines. Toutefois en 2009, Hutchinson et Reise se demandent si Deroceras praecox ne pourrait pas aussi être considérée comme une sous-espèce de Deroceras rodnae.

## Description

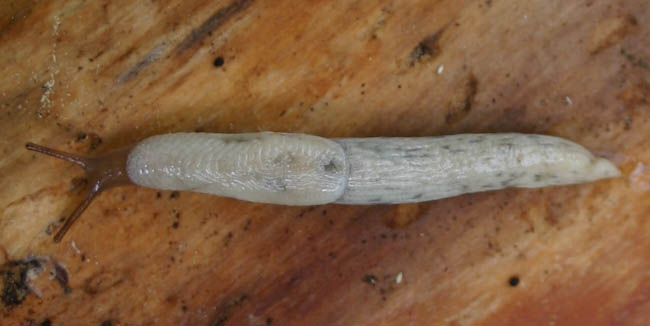
Une autre vue de Deroceras praecox.

Cette limace est généralement de couleur blanc neigeux ou blanc cassé tacheté de gris (Wiktor, 2000). La tête et les tentacules sont brunâtres. Cependant, la couleur est souvent trompeuse et l'identification doit être basée sur la dissection. Même sur un même site, D. praecox peut coexister avec d'autres espèces d'apparence semblable (Reise & Hutchinson, 2001). Deroceras praecox se distingue par une poche en spirale à l'extrémité de son pénis.

## Répartition, habitat
Cette espèce est présente en Europe de l'Est. Elle ne figure pas sur la liste rouge de l' UICN - et n'est donc pas évaluée (NE).
Elle est présente dans les pays suivants :
- Pologne ;
- Slovaquie ;
- Tchéquie où elle quasi menacée (NT)[4].

Une forme étroitement liée, de statut taxonomique incertain, est présente dans les hautes terres au sud de Dresde, en Allemagne (Hutchinson et Reise, 2009).
Cette limace se trouve dans les bois.

## Publication originale
- (de) Andrzej Wiktor, « Eine neue Nacktschnecken-Art (Gastropoda, Limacidae) aus Polen », Annales Zoologici, PAN, vol. 23, no 18,‎ 30 octobre 1966, p. 449-457 (ISSN 0003-4541 et 1734-1833, OCLC 1443837, lire en ligne).